# Massacres de Taghatert et Inekar-Ouest
Les massacres de Taghatert et Inekar-Ouest ont lieu le 15 janvier 2019, pendant la guerre du Mali. Ils sont commis dans deux villages près de la ville de Ménaka.

## Prélude
Depuis le début de l'année 2018, le sud de la région de Ménaka, près de la frontière avec le Niger, est une des principales zones d'affrontements au Mali. Celle-ci est alors le théâtre de combats entre d'une part le Mouvement pour le salut de l'Azawad (MSA) et le Groupe autodéfense touareg Imghad et alliés (GATIA), soutenus par l'armée malienne et l'armée française, et de l'autre l'État islamique dans le Grand Sahara. Cependant ces affrontements se doublent d'un conflit communautaire, le MSA et le GATIA étant principalement composés de Touaregs, tandis que les combattants de l'État islamique dans le Grand Sahara sont en majorité des Peuls.

## Déroulement
Le 15 janvier 2019, vers 16 h, des hommes armés attaquent les villages de Taghatert et Inekar-Ouest, situés à 40 et 45 kilomètres de la ville de Ménaka,,. Les assaillants arrivent à motos,. Ils commencent par attaquer le poste de sécurité du MSA à Inekar et tuent les sept hommes qui en assurent la défense,,. Ils entrent ensuite dans le village et massacrent plusieurs civils, dont des personnes âgées, des femmes et des enfants,,,. Les djihadistes attaquent ensuite le village voisin de Taghatert, situé une dizaine de kilomètres plus loin. 
Les victimes appartiennent toutes à la tribu touarègue des Daoussahak,. Selon une source sécuritaire malienne de Jeune Afrique, les membres de la communauté iboghilitane sont épargnés. 
Des combats entre le MSA et l'État islamique ont également lieu dans le village d'Amaloulaou.
L'attaque n'est pas revendiquée, mais les djihadistes de l'État islamique dans le Grand Sahara, actifs dans la région, sont suspectés,,,.

## Bilan humain
Le bilan des attaques n'est pas connu avec précision. Le lendemain des tueries, un responsable du ministère de l'Administration territoriale donne à l'AFP un bilan d'au moins 10 morts, tant parmi les civils que parmi les combattants du MSA.
Le MSA donne pour sa part un bilan plus lourd dans son communiqué du 16 janvier, dans lequel il déclare : « A l'issue des affrontements, les assaillants ont procédé à l'exécution sommaire d'une vingtaine de personnes civiles, dont des personnes âgées, en plus des quelques éléments du poste de sécurité du MSA morts au combat. Du côté des assaillants, plusieurs morts sont aussi à signaler »,.
Le 16 janvier, le maire de Ménaka, Nanout Kotia, donne à l'agence Reuters un bilan de 34 morts.
Le 17 janvier, Jeune Afrique donne un bilan précis de 37 morts d'après une source sécuritaire malienne, dont 27 civils et 10 combattants du MSA : sept combattants du MSA et 18 civils ont été tués à Inékar et 3 combattants du MSA et 9 civils ont été tués à Taghatert.
Le média malien Kibaru fait pour sa part état le 18 janvier d'un bilan de plus de 40 morts d'après des témoignages de villageois.
Dans son rapport de mars 2019 sur la situation au Mali, l'ONU fait état de la mort de 26 civils.